# Dichotomius quinquedens
Dichotomius quinquedens är en skalbaggsart som beskrevs av Felsche 1910. Dichotomius quinquedens ingår i släktet Dichotomius och familjen bladhorningar. Inga underarter finns listade i Catalogue of Life.